# Bocca Tigris

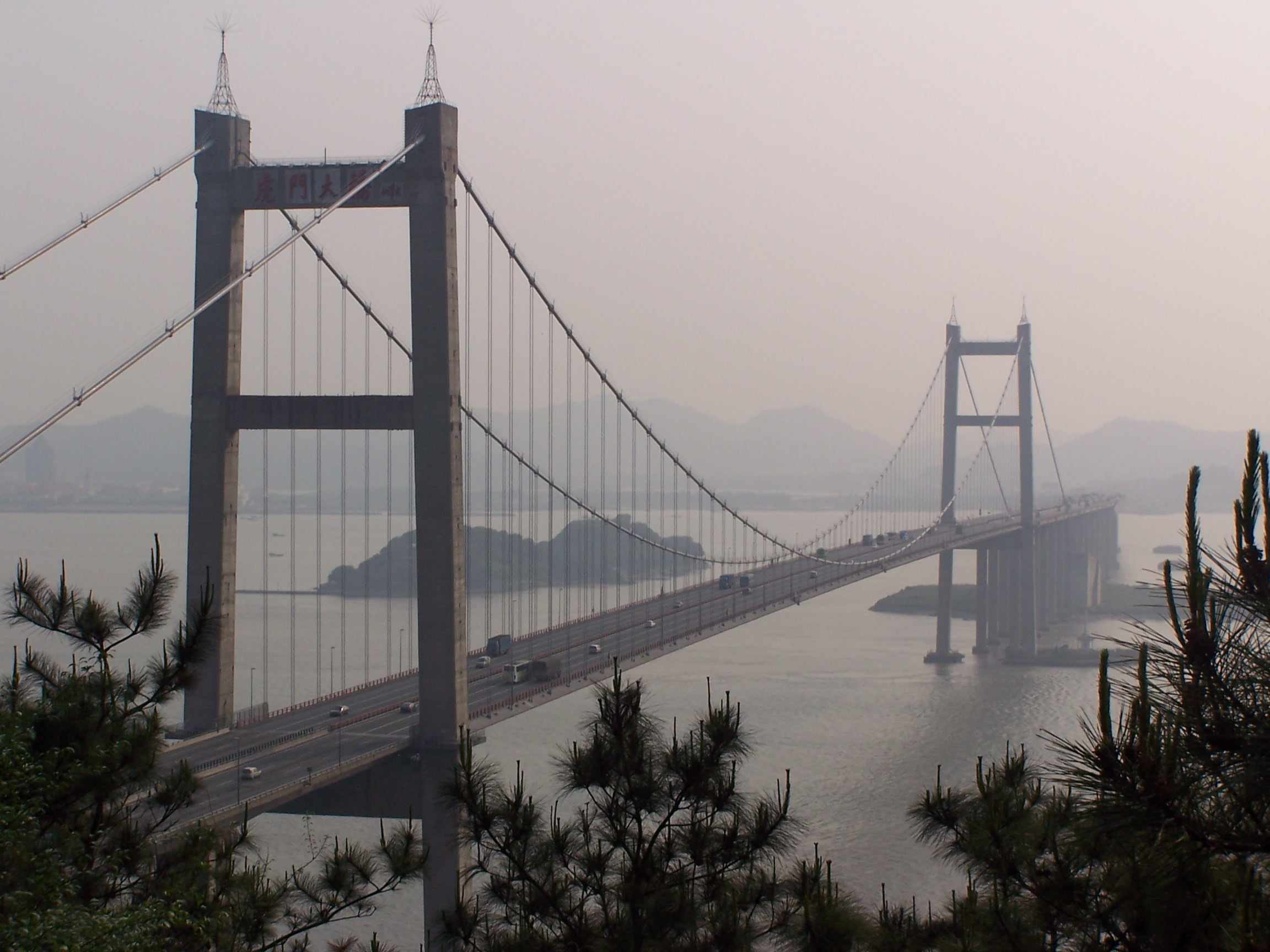
Humenbron över Bocca Tigris

Bocca Tigris (Tigerporten, på kinesiska: 虎门, Humen) är ett trångt sund i Pärlflodens delta, där floden har sitt utlopp i Sydkinesiska sjön. Till följd av dess strategiska läge med flera klippiga öar, har sundet varit tidigare ofta varit befäst, av så kallade Bogue forts; några större slag i första opiumkriget utkämpades här. Orten Humen som hör till Dongguans storstadsområde är belägen vid Bocca Tigris.